# Jiří Dlouhý
Jiří Dlouhý (* 13. listopadu 1957 Praha) je český environmentalista a systémový inženýr. Věnuje se zejména otevřeným vzdělávacím zdrojům a environmentálnímu vzdělávání. Pracuje v Centru pro otázky životního prostředí na Karlově univerzitě a jako předseda Společnosti pro trvale udržitelný život.
V červenci 2020 obdržel za dlouhodobý přínos pro životní prostředí Cenu Josefa Vavrouška.

## Život
Vystudoval obor technická kybernetika a po studiích nastoupil do Fyzikálního ústavu Akademie věd. Po roce 1989 ukončil kariéru systémového inženýra a od roku 1991 pracoval ve Federálním výboru pro životní prostředí (pod Josefem Vavrouškem), kde byl jedním ze spoluorganizátorů první konferenci o životním prostředí v Evropě v Dobříši. S Josefem Vavrouškem spoluzaložil Společnost pro trvale udržitelný život, ve které od počátku aktivně působí, a od roku 2007 je jejím předsedou.
V Centru pro otázky životního prostředí se věnuje mimo jiné správě sítí, environmentálnímu vzdělávání, envigogice a Enviwiki, což je internetové platforma mezioborové výuky životního prostředí a udržitelného rozvoje.
Aktivní je i na mezinárodním poli jako člen výkonného výboru European ECOForum a jako dlouholetý český zástupce v řídícím výboru evropské sítě ekologických neziskových organizací European Environmental Bureau. Kvůli uvědomění si naléhavosti environmentálních rizik spojených se globálním oteplováním je zapojen do řady neformálních aktivistických sítí. Zde také reprezentuje environmentální organizace v Radě vlády pro udržitelný rozvoj a v jejím řídícím výboru.